# Pédale d'effet
Ne doit pas être confondu avec Pédale d'expression.
Pour les articles homonymes, voir Pédale.
 (juillet 2014).
Si vous disposez d'ouvrages ou d'articles de référence ou si vous connaissez des sites web de qualité traitant du thème abordé ici, merci de compléter l'article en donnant les références utiles à sa vérifiabilité et en les liant à la section « Notes et références ».

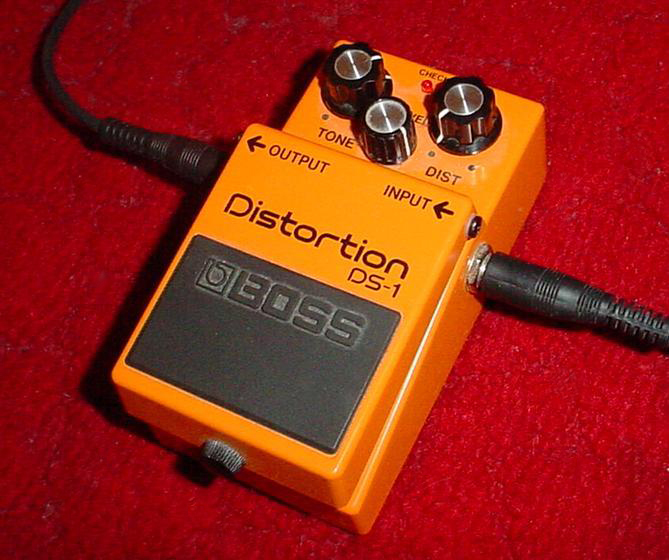
Pédale de distorsion Boss DS-1, l'une des plus répandues au monde.

Une pédale d'effet est un petit appareil électronique contrôlable au pied servant à appliquer un effet au son émis par un instrument de musique amplifié (guitare électrique, synthétiseur, basse, etc.). Ce format est apprécié sur scène pour sa petite taille, et pour la possibilité d'être activé au pied tout en jouant de son instrument. La première pédale d'effet est créée en 1962 et depuis de très nombreux effets audio ont été intégrés dans des pédales, tels que la distorsion, le chorus, le delay ou le trémolo. Les pédales sont aujourd'hui très populaires, certains auteurs évoquant même un « âge d'or » des pédales d'effet à partir des années 2000.

## Caractéristiques techniques

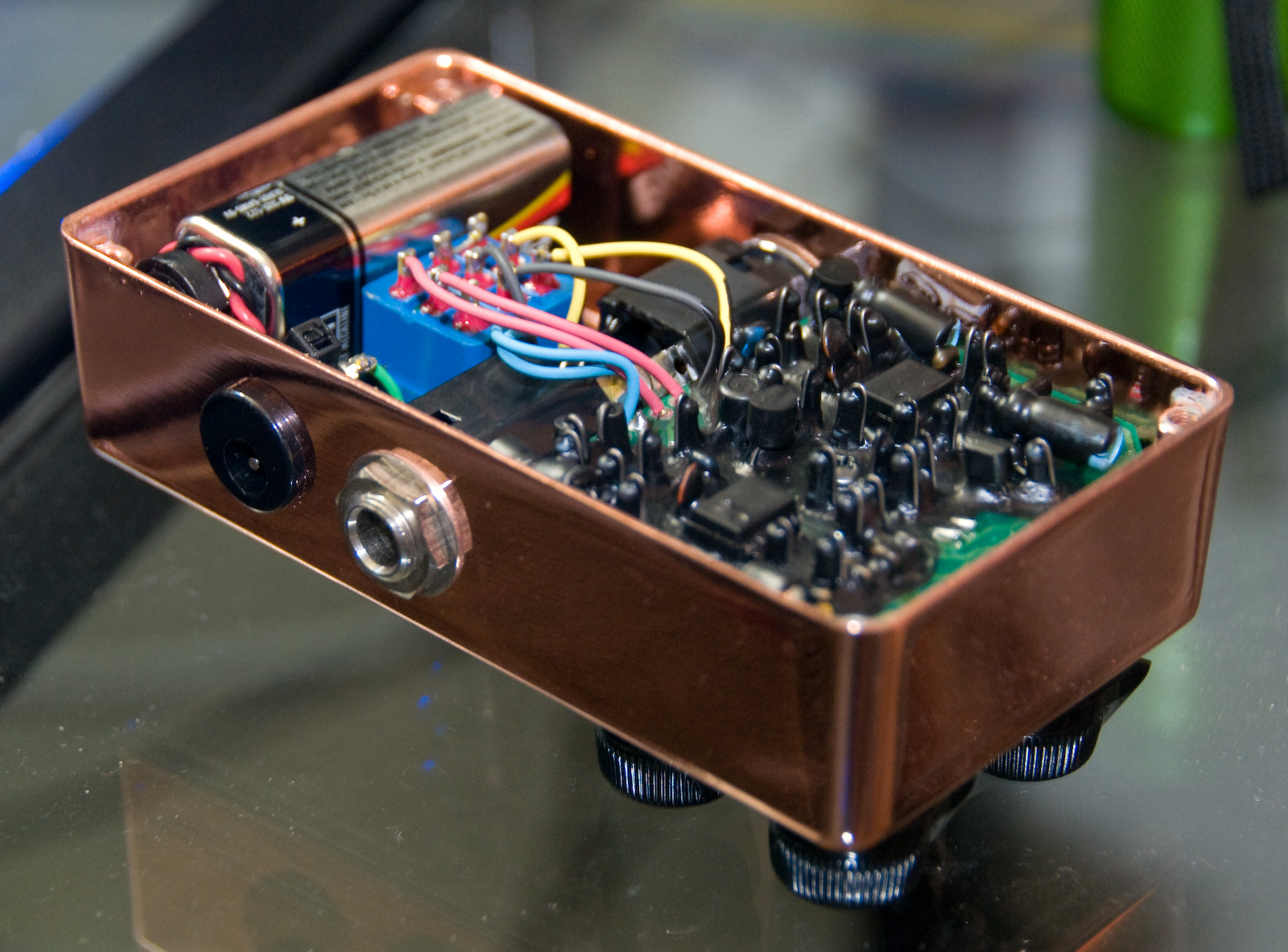
Intérieur d'une pédale d'effet alimentée avec une pile. Le circuit électronique, l'interrupteur (en bleu), une prise jack (sur le côté) et la prise d'alimentation (noir) sont visibles.

Une pédale d'effet est un appareil électronique constitué :
- d'une entrée (input) de type jack, par laquelle entre le signal émis par un instrument[2] ;
- d'un circuit électronique qui va appliquer un traitement au signal entrant pour obtenir l'effet désiré[2] ;
- d'une sortie (output) de type jack permettant de récupérer le signal obtenu (pour l'envoyer vers un amplificateur par exemple, ou d'autres pédales)[2].

Le circuit est contenu dans un boitier, le plus souvent en métal mais parfois en plastique. Un interrupteur (switch) de type bouton poussoir permet d'activer ou de désactiver l'effet de la pédale en appuyant dessus avec le pied, tout en jouant d'un instrument. Une diode électroluminescente permet généralement de vérifier si l'effet est enclenché. Certains dispositifs comportent une pédale d'expression, permettant de faire varier l'effet de manière continue avec le pied (par exemple la pédale wah-wah).

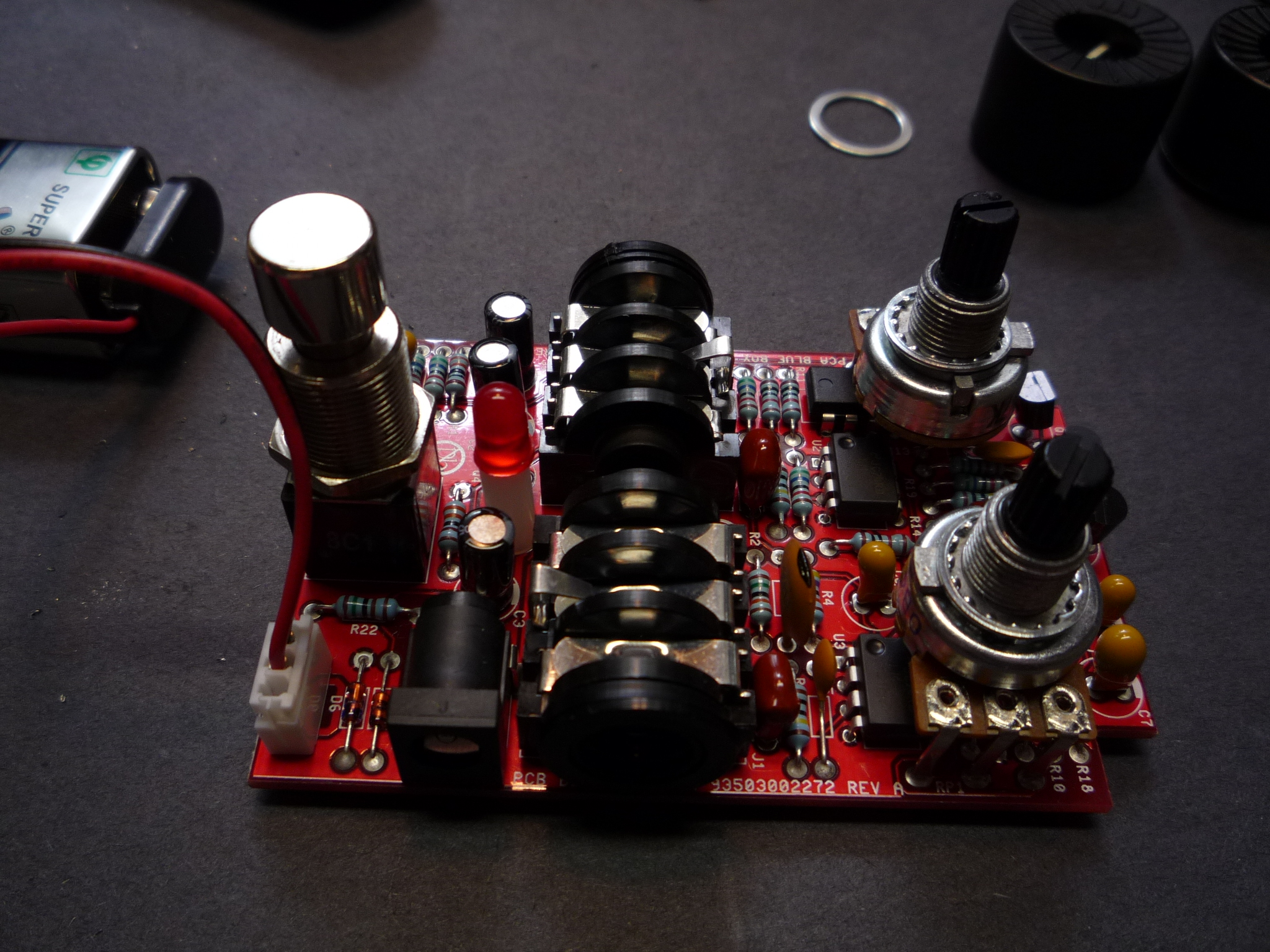
Exemple d'un circuit imprimé d'une pédale d'effet MXR sur lequel les jacks, l'alimentation, le switch, la led et les potentiomètres sont directement soudés. Les composants sont montés en surface.

En plus du contrôle au pied, des potentiomètres (« potards ») permettent de régler différents paramètres à la main. Par exemple, une pédale de distorsion dispose en général de trois potentiomètres : volume, gain et tone. Sur certains modèles, des mini-interrupteurs permettent de contrôler d'autres paramètres. Enfin, certaines pédales comportent des réglages avancés, accessibles uniquement en démontant la pédale, notamment par des potentiomètres ajustables à l’aide d’un tournevis (trimpot).
La plupart des pédales d'effet sont relativement simples (un interrupteur et quelques réglages), mais certaines sont plus complexes : multiples interrupteurs, système de sauvegarde de presets, intégration MIDI, prise USB, etc.
Les pédales d'effet nécessitent une alimentation électrique, qui se fait soit par pile soit par un boîtier d'alimentation externe. La majorité des pédales produites au XXIe siècle sont alimentées en 9 volts en courant continu.

### Chaîne du son

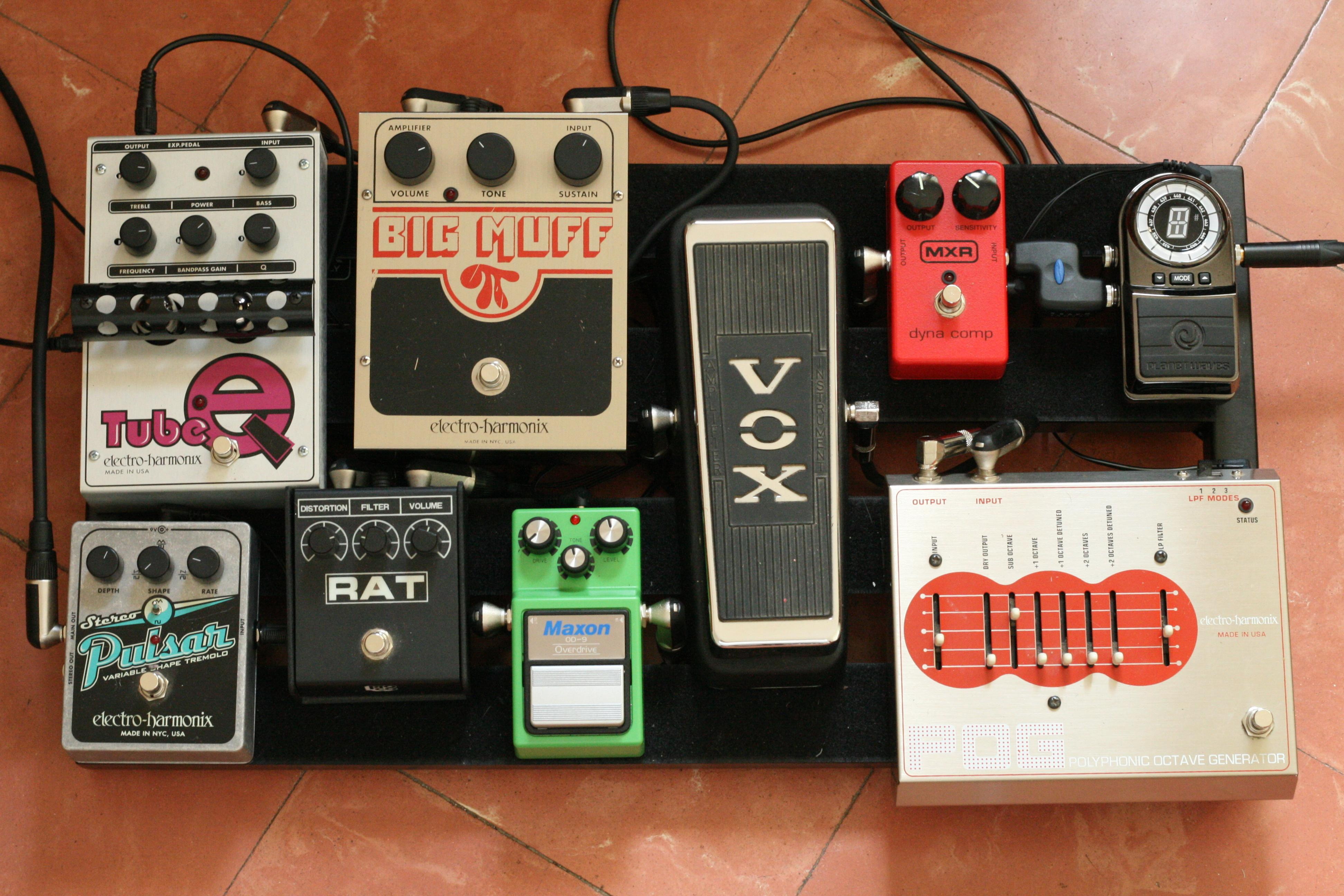
Les pédales d'effet peuvent être regroupées au sein d'un pedalboard.

La pédale d'effet se branche typiquement entre l'instrument et l'amplificateur. Les pédales d'effet peuvent être branchées en série, pour obtenir des sons différents ou avoir plusieurs pédales activables par le pied. Ainsi, il est possible de combiner de nombreuses pédales et de les regrouper sur un pedalboard (parfois appelé pédalier) qui est une planche sur laquelle sont fixées plusieurs pédales (souvent avec du velcro), reliées entre elles par des câbles et, en général, alimentées par un bloc d'alimentation commun. Les avantages du pedalboard sont la facilité de transporter toutes les pédales ensemble et de réduire l'encombrement. 
L'ordre dans lequel les pédales sont branchées a une influence sur le son, s'agissant d'un montage en série. Par exemple, un booster placé avant une distorsion va augmenter le taux de saturation de cette dernière, tandis qu'un booster placé après une distorsion augmente le volume. De même, si le booster est branché dans un amplificateur déjà saturé, il ne pourra pas augmenter le volume. Pour cette raison, certains amplificateurs possèdent une boucle d'effets permettant de brancher des pédales après le préamplificateur.
Enfin, il est possible de brancher des pédales directement dans un système de sonorisation, sans utiliser d'amplificateur. Certaines pédales destinées à cet usage incluent un préamplificateur et une boîte de direct (parfois avec une simulation de haut-parleur intégrée).
La plupart des pédales sont destinées à un seul effet, mais il existe des pédaliers multi-effets qui rassemblent plusieurs effets dans un format compact.

## Histoire

### Premières pédales

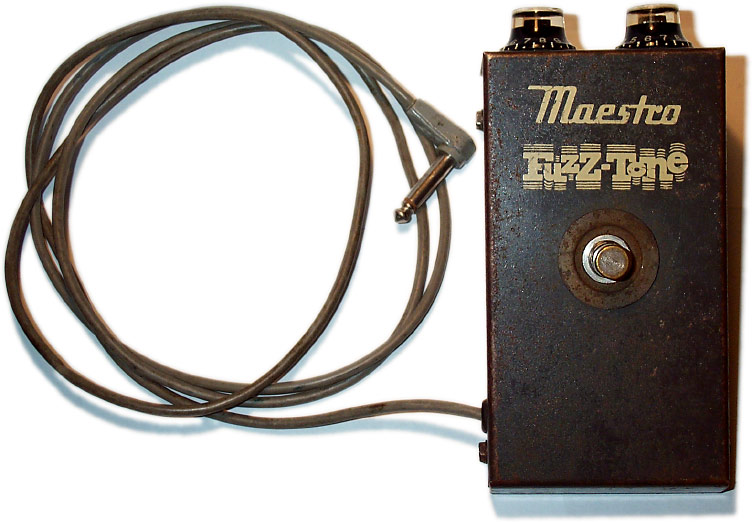
La première pédale d'effet de l'histoire, la Maestro Fuzz Tone (1962).

L'invention du transistor en 1947 permit la création de circuit électronique de petite taille. C'est dans les années 1960 que cette technologie est appliquée pour la musique. En 1962, la première pédale de fuzz est créée par Gibson, la Maestro Fuzz Tone. À l'époque, elle est vendue comme un moyen d'imiter avec une guitare ou une basse des instruments comme le saxophone, la trompette ou le violoncelle : c'est une grande nouveauté. Son utilisation par les Rolling Stones sur le riff de la chanson (I Can't Get No) Satisfaction la rend très populaire.

### Pédales numériques
À partir des années 1980, l'électronique numérique révolutionne le monde de l'électronique musicale, qui était alors purement analogique. Les pédales numériques échantillonnent le signal audio en un flux numérique, lui appliquent un traitement numérique, puis le reconvertissent en signal audio. Les pédales numériques consomment en général plus de courant, mais permettent des fonctionnalités plus complexes (sauvegarde des réglages, MIDI, etc.).

Les premières pédales étaient analogiques et certains constructeurs tentent aujourd'hui de reproduire le son des pédales analogiques vintages dans des pédales numériques. Parfois, les deux systèmes sont combinés : le signal analogique est conservé, mais le contrôle des paramètres de la pédale se fait numériquement. « Dans la grande panoplie de technologies numériques actuelles, de nombreux effets best-sellers imitent des processus utilisés sur des enregistrements antérieurs. Quelqu’un a d’abord bricolé une innovation sonore, qui par la suite fut simplifiée pour que tout le monde puisse se l’approprier ».

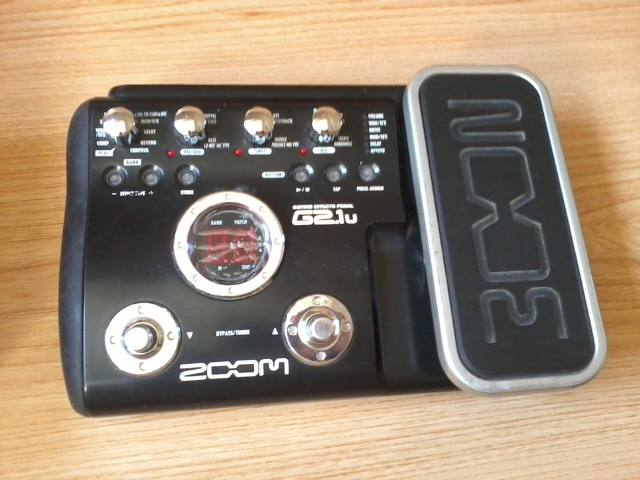
Pédale multi-effets, permettant de combiner plusieurs effets (modèle Zoom G2.1u).

L'apparition, à la fin des années 1990, de pédales multi-effets abordables combinant de nombreux effets dans la même pédale, a permis la démocratisation de leur utilisation. Avec l'apparition des plugins dans les années 2000, de nombreuses pédales d'effet sont recréées de manière virtuelle par des logiciels. 

### Pédales boutique et marchévintage(années 2000)
Dans le même temps, de nombreuses marques de pédales d'effet voient le jour, tant du côté des pédales produites en série à bas coût que du côté des constructeurs « boutique » (fabrication à la main). Pour Dave Hunter, il s'agit de « l'âge d'or des utilisateurs et des fabricants de pédales pour guitare ». Un grand nombre de pédales des années 1960 et 1970 ont été reprises et copiées tandis que les modèles originaux vintage jouissent d'un statut prestigieux voire légendaire. Les modèles anciens entièrement d'origine ou ayant appartenu à des musiciens célèbres peuvent voir leur prix s'envoler sur le marché de l'occasion. Les constructeurs jouent sur cette attraction pour le vintage dans leur discours de vente (par exemple en mettant en avant un circuit identique à telle ou telle pédale, utilisant tel ou tel composant supposé meilleur car ancien). Ce phénomène est amplifié par les avis en ligne et les vidéos de démonstration sur internet.

## Utilisation

### Guitare
Les pédales d'effet sont très utilisées pour modifier le son des guitares électriques, notamment la distorsion et l'overdrive.
Au fil des ans, certaines marques ont acquis une notoriété semblable à celle des fabricants de guitares électriques, de par la qualité de leur fabrication et, ou de leur sonorité particulière. Les effets ont façonné l'identité sonore des musiciens qui savent les maîtriser, au point de jouer un rôle de plus en plus important dans l'histoire du rock.
Certains guitaristes sont réputés pour leur utilisation intensive des effets, qui constituent pour certains leur signature sonore. C'est le cas par exemple de The Edge du groupe U2.
Les pédales d'effet sont utilisées dans de nombreux styles de musique, du jazz au rock en passant par le funk et le metal. Cependant, certains genres musicaux emploient plus d'effets que d'autres. En particulier, le shoegaze se caractérise par l'emploi massif de pédales d'effet et tire son nom des musiciens qui contemplent (gaze) leurs chaussures (shoe), activant et désactivant de nombreuses fois leurs pédales durant un morceau.
Destinées en majorité aux guitares électriques, les pédales d'effet peuvent également être utilisées avec une guitare électro-acoustique.

### Basse

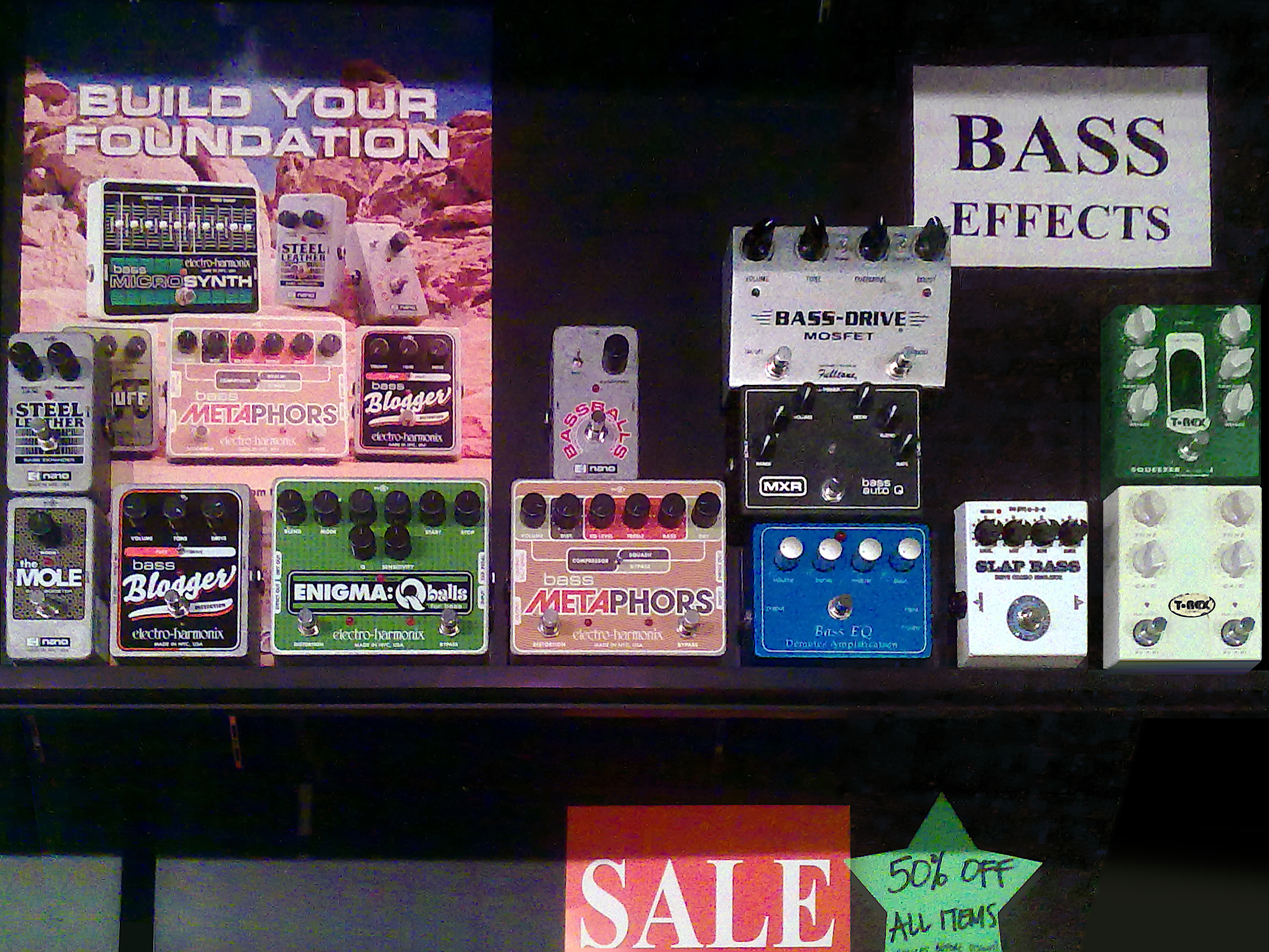
Un ensemble de pédales d'effets pour basse.

À l'origine, les pédales d'effet ont été créées pour la guitare électrique. Elles peuvent être utilisées avec une basse, mais la plupart ne sont pas adaptées aux fréquences graves. C'est pour cette raison que sont apparues sur le marché des pédales d'effet spécialement pour les basses. Outre une plage de fréquences adaptée, on trouve sur certains modèles un réglage de mix (ou blend) permettant de doser la proportion de son traité (exemple : distorsion) avec le son brut (dry). Cela permet de préserver les fréquences graves tout en ajoutant l'effet. L'utilisation des effets avec une basse a permis de créer de nouvelles sonorités et de renforcer l'aspect soliste de l'instrument.
Parmi les effets les plus utilisés sur une basse figure le compresseur, à tel point qu'il est parfois intégré directement dans l'amplificateur.

### Claviers

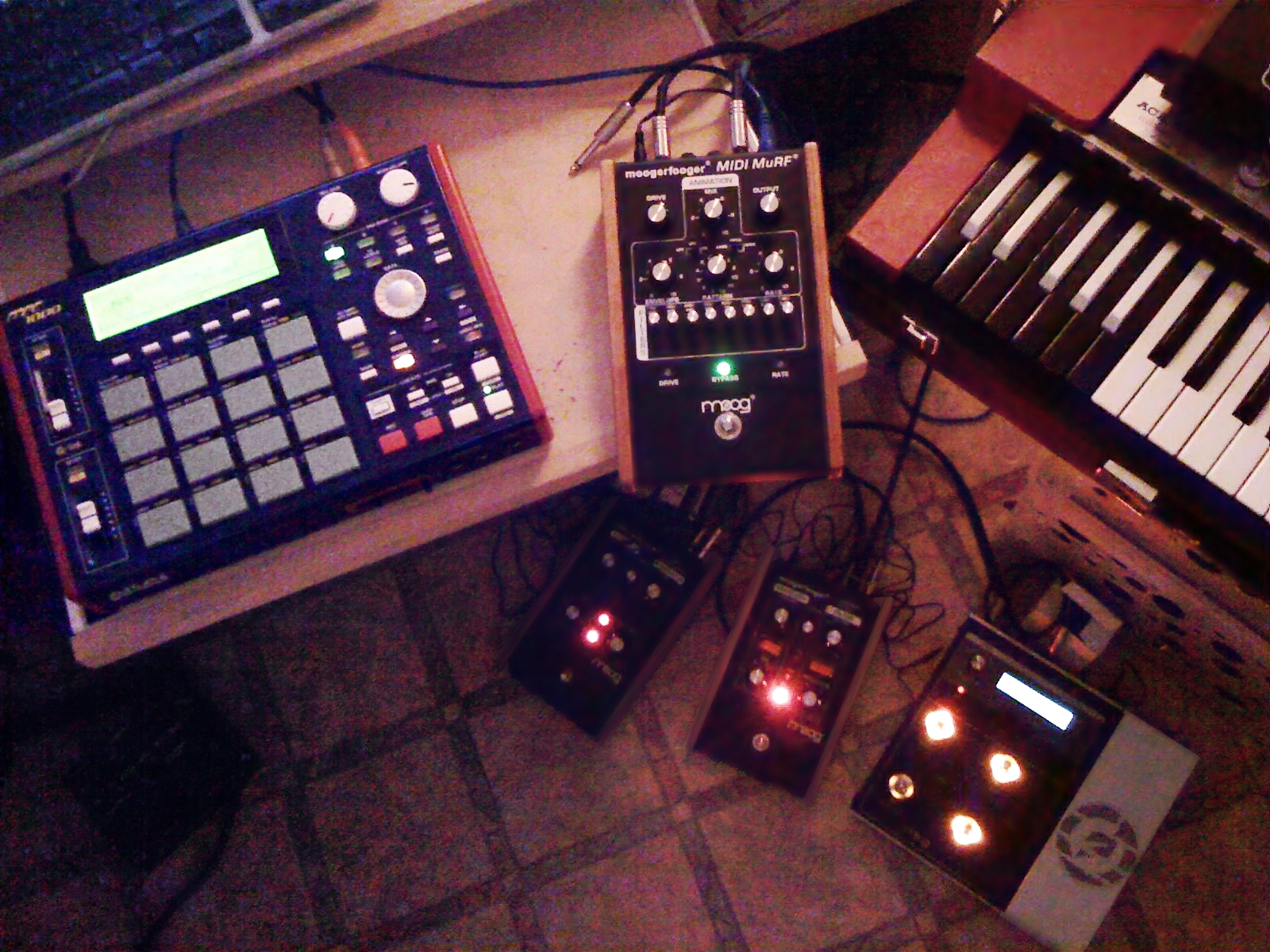
Plusieurs pédales d'effet Moog utilisées avec un clavier et une MPC.

Les synthétiseurs modernes possèdent généralement des effets intégrés, mais lorsque ce n'est pas le cas les claviéristes utilisent parfois des pédales d'effet : phaser, panneur (modulation du panoramique), overdrive, ring modulator, delay, etc. Certaines marques, telles que Moog, ont produit des pédales destinées aux synthétiseurs. 
Un effet très utilisé sur les orgues électroniques est le rotary, simulant une cabine Leslie (pouvant être couplé à une pédale de distorsion).

### Voix
Certaines pédales d'effet ont été créées spécifiquement pour la voix. Elles incluent notamment compresseur, réverb, delay, égalisation mais aussi imitation d'un timbre « masculin » ou «  féminin » en jouant sur les fréquences ou encore imitation du son d'une radio, d'un téléphone. Certains modèles (notamment de la marque canadienne TC-Helicon (id)) permettent de créer des harmonies en phase avec les accords joués à la guitare ou au piano, permettant à un soliste de créer des chœurs.

### Autres instruments
En théorie, toute pédale d'effet peut être utilisée avec un signal électrique entrant provenant d'un micro. Il est possible d'utiliser n'importe quel instrument électrifié, mais également un instrument acoustique repiqué par un micro. Certains artistes utilisent ainsi des pédales avec des trompettes, violons, etc.

## Fonctionnalités proposées

### Effet audio
Grâce au numérique et à la miniaturisation, tout effet audio peut se présenter sous la forme de pédale. En pratique, les effets les plus représentés sont :
- Distorsion (Distorsion, Overdrive, Fuzz)
- Delay
- Chorus/Vibrato
- Univibe/Cabine Leslie
- Flanger
- Phaser
- octaveur/Harmoniser/Pitch shifter/Whammy
- Reverb
- Compresseur
- Wah-wah
- Trémolo
- Préamplificateur

#### Distorsion

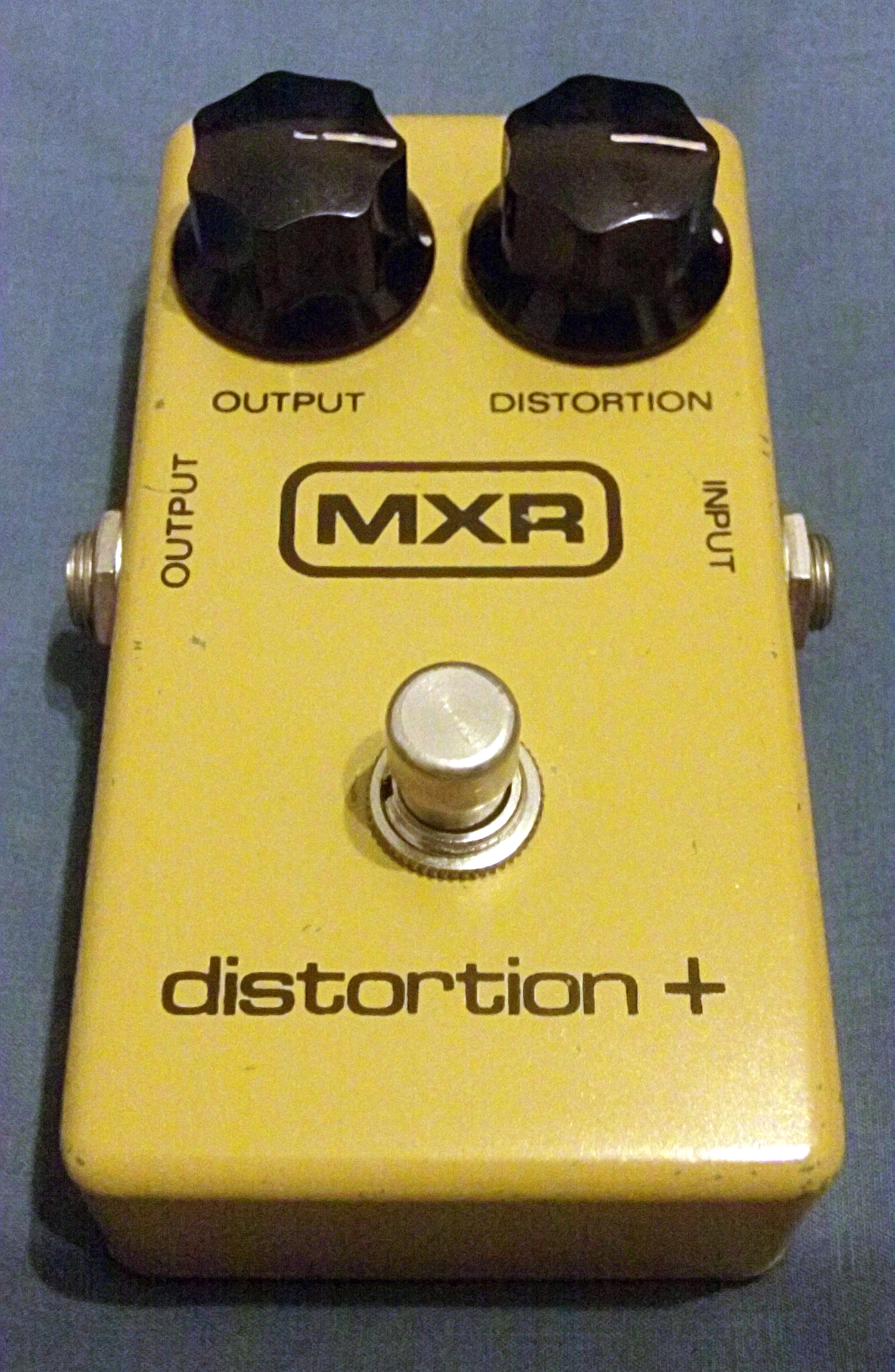
MXR Distortion + avec deux contrôles : distortion (taux de saturation) et volume de sortie (output).

Lorsqu'un signal audio est amplifié au-delà d'un certain seuil, cela provoque l'écrêtage du signal, provoquant une compression et un maintien du son. Selon les caractéristiques de l'amplificateur utilisé, le résultat peut être très différent. La distorsion produite par la surcharge d'un amplificateur à tubes, celle d'un amplificateur à transistors ou encore la distorsion obtenue en insérant des diodes ont chacune des compositions harmoniques très différentes. À l'origine produit par les amplificateurs, la distorsion a été reproduite par des pédales (d'abord de fuzz, puis d'overdrive et de distorsion), permettant une grande variété de sons distinctifs. La saturation légère s'entend dans le blues et le jazz, elle se fait de plus en plus vigoureuse dans le rock, le hard rock et le heavy metal.
Les pédales de distorsion sont catégorisées comme overdrive, distorsion ou fuzz suivant leur couleur et leur conception. On les appelle également «  pédales de gain ».
Elles peuvent être utilisées sur un ampli en son clair, ou bien venir augmenter le gain d'un ampli en son crunch : c'est le cas de la tube screamer par exemple. Il est également possible d'utiliser plusieurs pédales de gain en série. Parmi les pédales historiquement les plus importantes, on compte la Boss DS-1, la ProCo Rat, la Big Muff ou encore la Klon Centaur.

#### Effets jouant sur le volume
De nombreux effets jouent sur le volume. La pédale de volume est un effet doté d'une pédale d'expression qui permet de contrôler le volume directement au pied. Plusieurs types de boost permettent également d'augmenter le volume. Le clean boost provoque une hausse linéaire du signal tandis que le treble booster augmente les aigües, avec un filtre passe-haut pour limiter les basses fréquences. Les treble boosters sont traditionnellement utilisés avec un ampli réglé en son crunch (légèrement saturé) pour augmenter le taux de distorsion.
Ces effets jouant sur le volume n'ont pas la même incidence sur le son selon qu'ils sont placés avant ou après la distorsion : placés après la distorsion, le volume général augmente ou diminue ; placés avant la distorsion, c'est le gain (taux de saturation) qui est affecté. Certaines overdrives, comme la Tube Screamer, sont également utilisées en tant que boost dans un ampli déjà saturé pour augmenter le gain tout en donnant plus de clarté au son. Il est également possible d'avoir une hausse de volume grâce à une pédale d'égalisation (EQ), en ciblant précisément les fréquences boostées.
D'autres effets jouent sur la variation cyclique du volume. Le trémolo permet ainsi de faire varier périodiquement le volume du signal. Dès les années 1950, des fabricants comme Fender ou Vox commencent à intégrer des effets de trémolo dans leurs amplificateurs. À noter qu'en anglais, il est parfois confondu avec le vibrato (qui lui fait varier la hauteur de la note), notamment en raison d'une inversion des termes par le constructeur Fender qui a nommé « vibrato » l'effet de trémolo. Variation du tremolo, le slicer créé un son haché (pouvant s'approcher du son d'un hélicoptère). Enfin le swell coupe l'attaque initiale de la note, permettant de créer des effets imitant un violon.
On peut aussi citer dans cette catégorie le compresseur, qui réduit la plage dynamique du signal, et l'expandeur, qui l'augmente.
Enfin, un autre effet jouant sur le volume est le noise gate : son rôle est de couper le volume en deçà d'un certain seuil (lorsque le musicien ne joue pas). Cela permet d'éliminer les bruits parasites, très présents avec l'utilisation d'une distorsion. Cet effet est souvent employé dans le métal et tous les styles utilisant de forts taux de saturation.

#### Effets jouant sur la hauteur

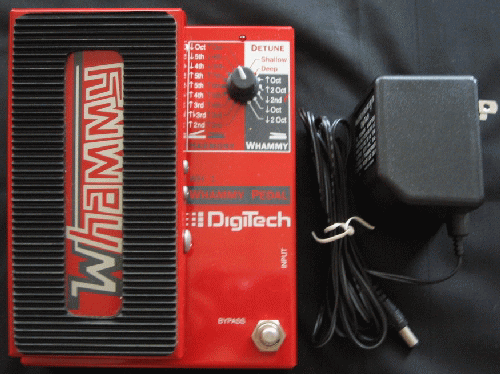
La Whammy permet de varier la hauteur de la note jouée avec la pédale d'expression.

- Le vibrato fait varier périodiquement la hauteur du son de manière cyclique, en général un demi-ton au-dessus et un demi-ton en dessous. À ne pas confondre avec le trémolo, qui lui fait varier le volume, ni avec le chorus, qui fonctionne comme un vibrato mais rajoute en plus le signal non-traité.
- L'octaveur permet d'ajouter un doublage du signal à une ou plusieurs octaves au-dessus ou en dessous de celui joué. Il peut ainsi être utilisé pour simuler un son de basse ou de guitare à douze cordes. Certains octaveurs sont monophoniques (il ne traitent qu'une seule note à la fois) tandis que les octaveurs polyphoniques sont capables de transposer des accords.
- Les pitch shifter permettent de transposer le son d'un ou plusieurs demi-tons (tandis que l'octaveur ne peut produire qu'une octave). Certains sont contrôlés par une pédale d'expression, la pédale la plus connue étant la whammy.
- L'harmoniseur permet d'ajouter une ou plusieurs voix en harmonie (tierce, quinte, etc.) à la note originale. Certains modèles proposent d'adapter l'intervalle entre les notes en fonction de la gamme jouée : ils sont appelés harmoniseurs intelligents.
- Enfin, le detune, dont le son se rapproche du chorus mais dont le fonctionnement est différent. Cet effet superpose au son de base un son baissé ou augmenté de quelques centièmes de ton, ce qui donne l'impression de deux instruments jouant en même temps. À l'inverse du chorus, il n'a pas d'oscillateur basse fréquence faisant tourner le son.

#### Effets de filtres

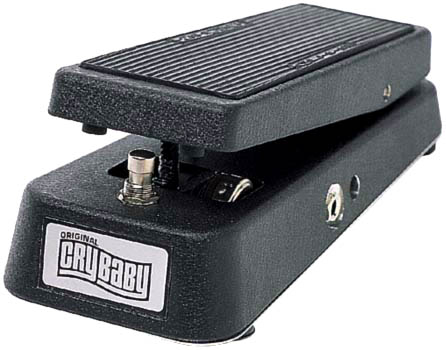
Une pédale wah-wah, la Crybaby (GCB-95) de Dunlop.

- L'égaliseur (ou EQ) permet de régler précisément les fréquences du signal (graves, médiums, aigus). On retrouve globalement deux types d'égaliseurs : l'égaliseur à bandes (ou égaliseur graphique) permet de régler le volume de chaque bande de fréquences (500 Hz, 1 000 Hz, 1 500 Hz, 2 000 Hz et 2 500 Hz par exemple), tandis que l'égaliseur paramétrique permet de régler une seule plage de fréquences, mais en pouvant faire varier l'amplitude de cette plage (le Q).
- la wah-wah est un filtre passe-bande dont la fréquence est actionnée par une pédale d'expression : si la pédale est baissée, les aigus sont favorisés, si elle est levée, ce sont les graves. Actionnée en même temps que le musicien joue les notes, elle produit le son « oua-oua » qui la désigne[18].
- L'autowah (ou envelope filter) est un filtre passe-bande qui fonctionne avec un détecteur d'enveloppe. L'ouverture du filtre dépend de la dynamique du signal : plus l'instrument joue fort, plus la pédale laisse passer les aigus. C'est un effet très utilisé en funk, autant sur guitare que sur basse. D'autres types d'autowah reposent sur un oscillateur basse fréquence (LFO).

#### Effets de modulation

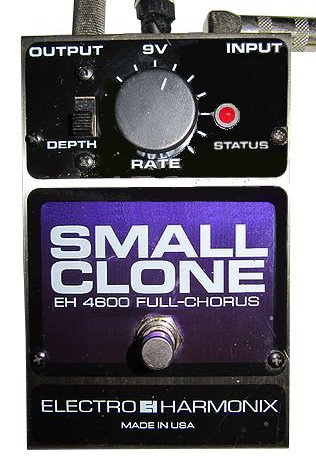
Pédale de chorus Electro-Harmonix Small Clone.

Sont regroupés sous le nom de « modulation » un grand nombre d'effets, au fonctionnement parfois assez différents.
- Le chorus et le flanger ajoutent au son de la guitare de légères perturbations en temps et en fréquence du son original, ce qui donne l'impression que plusieurs guitaristes jouent la même partition.
- Le vibrato fonctionne sur le même principe que le chorus, c'est-à-dire qu'il fait varier cycliquement la hauteur du signal. Cependant, le signal brut n'est pas mélangé, contrairement au chorus.Cela donne un son cyclique.
- Le phaser réinjecte du signal avec variation de phase dans le circuit. Le signal original va se retrouver mixé avec un signal retardé et filtré selon plusieurs fréquences et un modulateur basse fréquence crée la modulation par une onde sinusoïdale.
- Le rotary, imitant une cabine Leslie, produit un son tournant. Au départ fait mécaniquement par deux baffles orientés vers le haut sur lesquels tournait un capot avec une sortie d'une grande ouverture de diffusion pour les graves et une plus petite pour les aigus, disposant de trois vitesses de rotation. Il est devenu électronique.
- L'Univibe est essentiellement un phaser modifié pour émuler dans une pédale l'effet des encombrantes enceintes Leslie, avec un son cependant très différent. Elle fonctionne avec quatre cellules photosensibles. Elle a été utilisée notamment par Jimi Hendrix, Robin Trower ou encore David Gilmour.
- Le ring modulator (modulateur en anneau) est un effet de modulation utilisant un oscillateur pour générer une onde sinusoïdale, qui est ensuite multipliée avec le signal de départ (celui d'une guitare par exemple) pour produire de nouveaux harmoniques.

#### Retard et répétition du signal

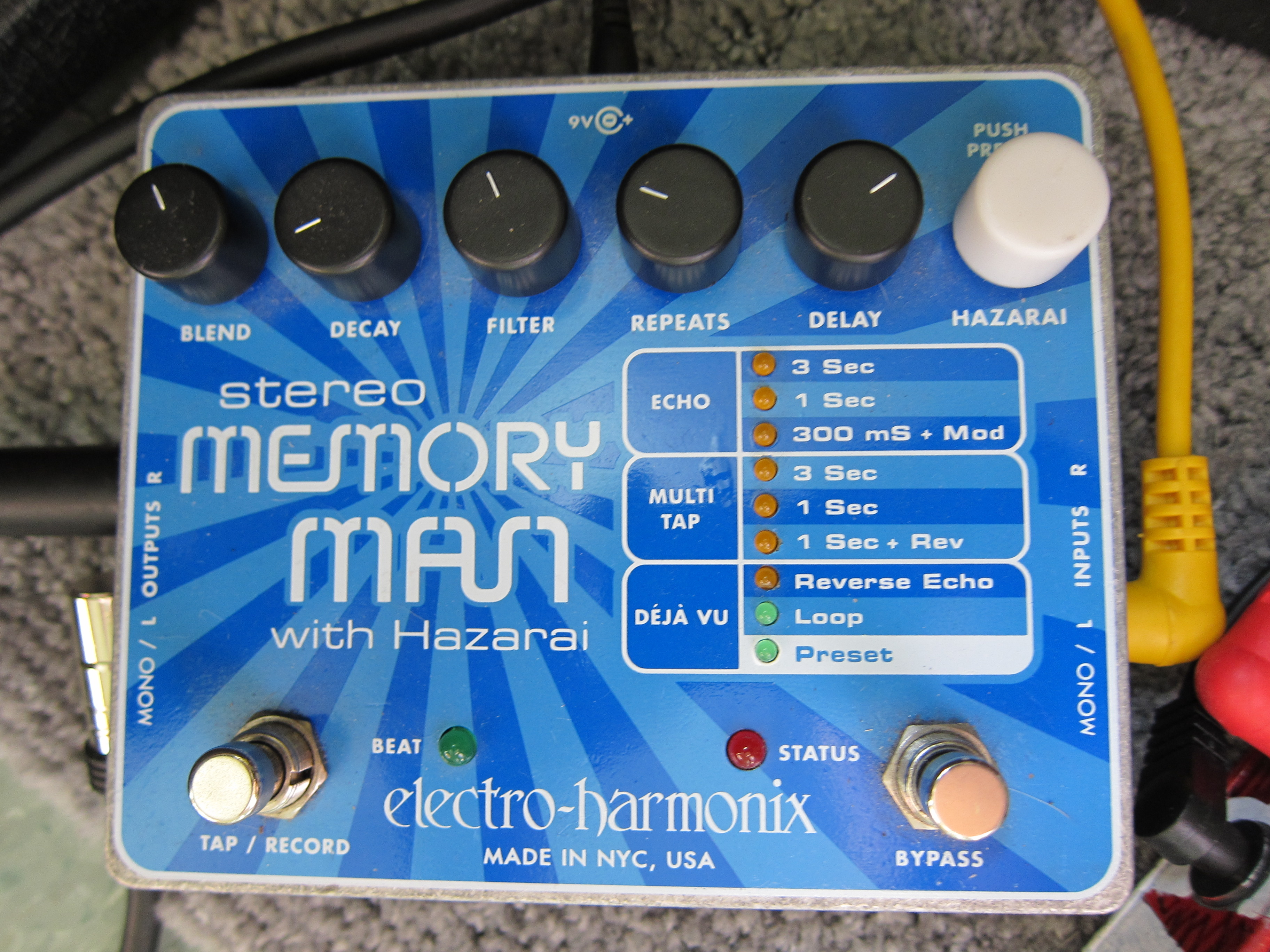
Pédale de delay Deluxe Memory Man With Hazarai de Electro-Harmonix. Elle inclut un tap tempo permettant de synchroniser le temps du delay avec le tempo du morceau.

La réverbération (ou réverb) simule l'effet que peut produire la diffusion d'un son dans un grand espace (salle de concert, église, grotte, etc.). Les principaux types de réverb sont : spring (émulation d'une réverb à ressorts), plate (réverb à plaques), hall. Sur certaines pédales, on trouve parfois des réverb à modulation.
- Le shimmer est une variation de la réverbération : le son réverbéré est transposé à l'octave supérieure, ce qui crée des sonorités proches des nappes d'un synthétiseur, très planantes.à l'origine uniquement disponible sous la forme de racks coûteux et encombrants, l'effet shimmer est intégré désormais dans des pédales d'effet. C'est un effet très utilisé dans le style ambient, mais aussi par The Edge.
- Le delay, simule un écho en répétant la note jouée après une certaine durée. Il existe trois grands types de delays : les échos à bande, les delays analogiques et les delays numériques. Tandis que le delay numérique reproduit fidèlement la note jouée, les delays à bande et analogiques produisent des répétitions déformées. Cette déformation peut être désirée par le musicien, certains modèles numériques cherchent ainsi à reproduire les caractéristiques des delays à bande et des delays analogiques. De même, certaines pédales permettent d'ajouter de la modulation sur les répétitions (filtre, chorus, vibrato). Le delay peut être utilisé pour spatialiser le son (notamment en stéréo), mais également pour créer un effet rythmique : le delay répète la note en cadence au même volume que la note jouée. Cela est très utilisé par The Edge, en particulier en réglant le delay à la croche pointée. Un delay « ping pong » est un delay stéréo qui envoie la répétition un coup à droite, un coup à gauche, ce qui donne l'impression que le son rebondit. On trouve également des delays multibandes, mélangeant plusieurs temps de répétition différents. Enfin, certaines pédales d'effet proposent des delays reverse, qui répètent le son à l'envers. Cette technique était déjà utilisée en studio par Jimi Hendrix par exemple.

#### Les simulateurs

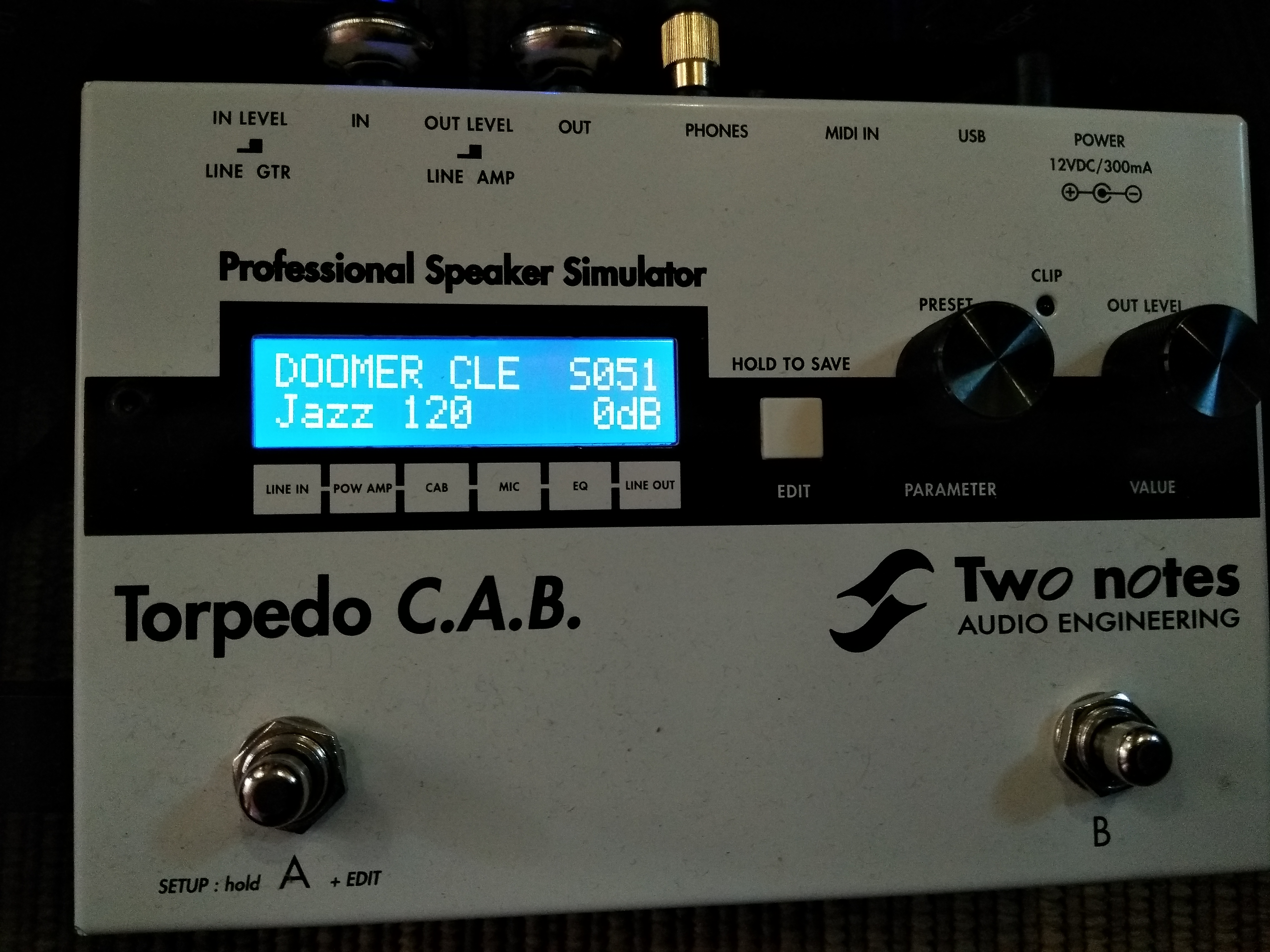
Un simulateur de haut-parleurs d'ampli guitare, le Two Notes Torpedo C.A.B.

Les avantages du format pédale (portabilité, taille réduite, modularité, etc.) ont poussé les fabricants à proposer des pédales simulant des amplificateurs. Elles permettent d'approcher le son d'un ampli à tube à bas volume et sans l'encombrement d'un vrai amplificateur.
Les pédales de simulation de cabinet imitent un haut-parleur pour ampli guitare. Cet effet s'utilise en complément d'un amplificateur ou d'une simulation d'ampli, et permettent de se passer de haut parleur. À l'origine de simples filtres analogiques, certaines incluent des lecteurs de réponse impulsionnelle (impulse response) permettant de reproduire fidèlement un baffle d'ampli.

#### Autres effets

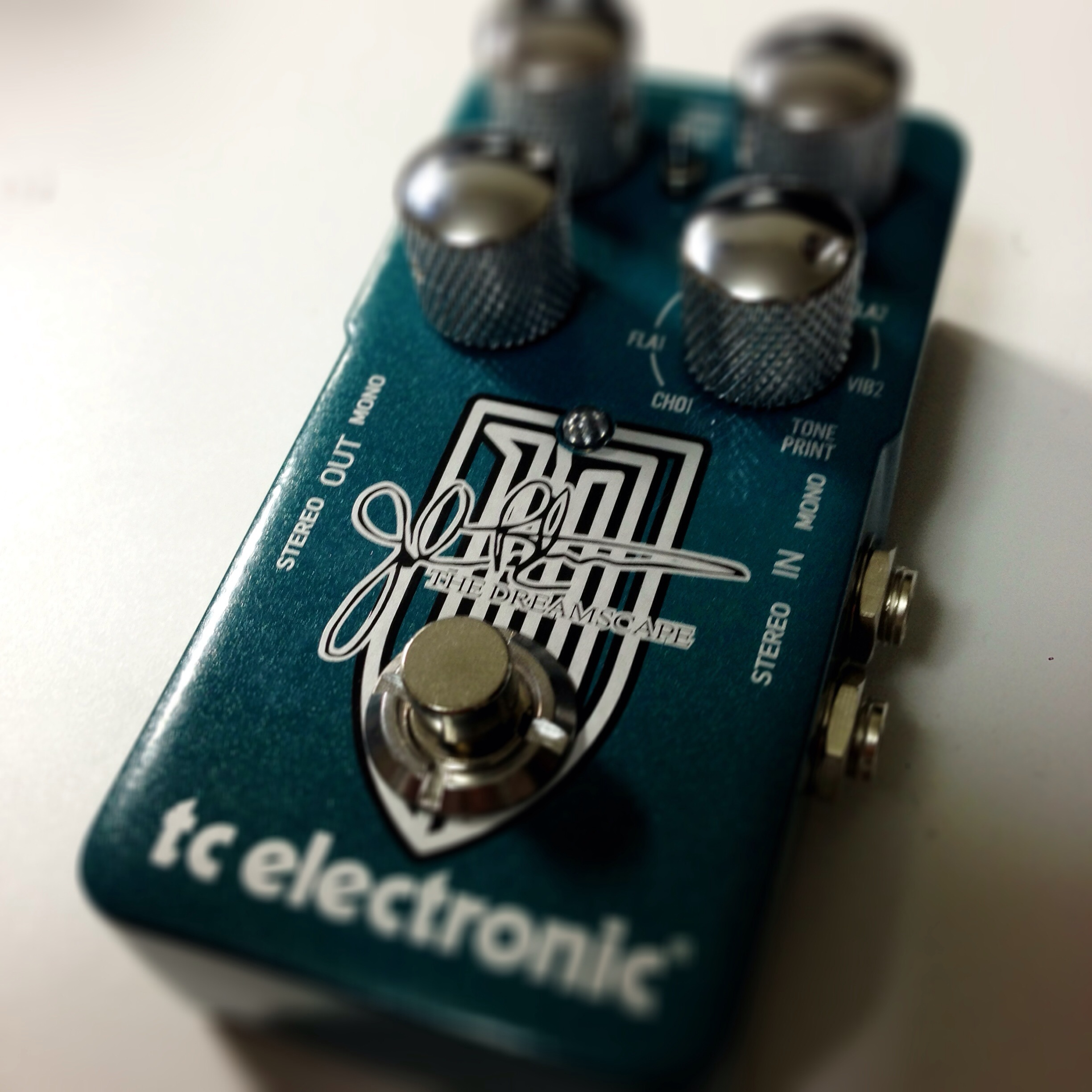
Certaines pédales proposent plusieurs effets différents, comme ici la TC Electronic Dreamscape qui peut produire du chorus, du flanger et du vibrato.

Certains effets, comme la fuzzwah ou l'octafuzz, sont nés dans des pédales d'effet, tandis que d'autres sont l'adaptation au format pédale d'effets déjà existants.
- Fuzzwha : cet effet combine une fuzz et une wah-wah.
- Octafuzz (aussi appelé octavia) : pédale de fuzz produisant une harmonique à l'octave supérieure ou inférieure. Le son produit est proche d'un octaveur, mais son fonctionnement est différent. Cet effet a été très utilisé par Jimi Hendrix.

### Accordeur

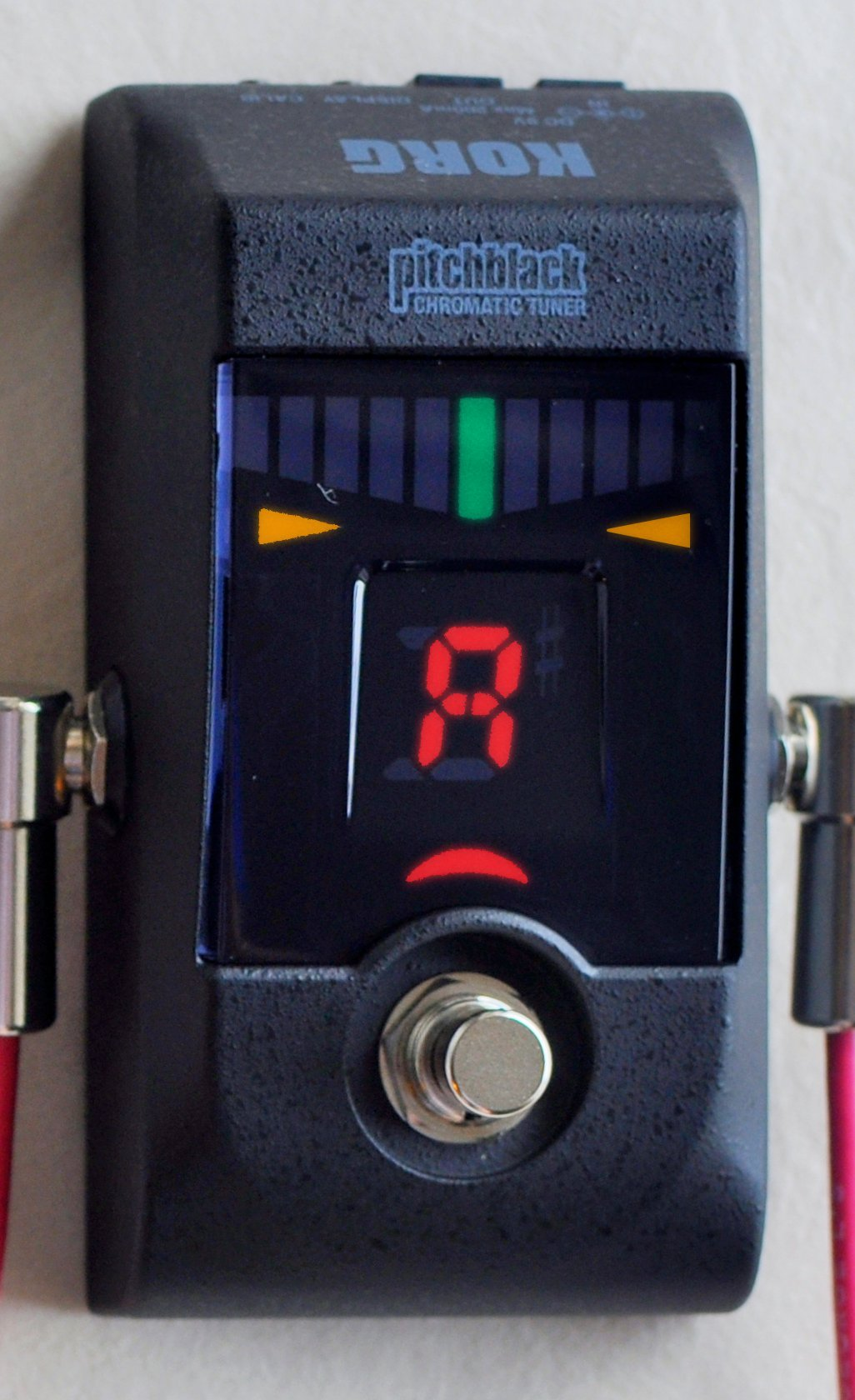
Pédale d'accordeur Korg Pitchblack.

L'accordeur n'est pas un effet proprement dit, mais il a classiquement sa place dans un pedalboard. La pédale indique la note jouée par le musicien et lui permet d'accorder précisément son instrument. La plupart des accordeurs coupent le son lorsqu'ils sont en marche, permettant de s'accorder en silence.

### Loopers, sampleurs
Les loopers permettent d'enregistrer une boucle de plusieurs secondes et de la répéter en jouant par-dessus, ainsi que d'enregistrer plusieurs couches successives (overdub). Certains sont très basiques (une boucle), d'autre offrent des combinaisons de boucles, une fonction annuler (undo) et la possibilité de sauvegarder les boucles enregistrées dans la mémoire interne de la pédale. Les loopers peuvent être utilisés avec n'importe quel type d'instrument amplifié ou repiqué par un micro, permettant à un seul musicien d'enregistrer un morceau avec différents instruments.
Il existe une certaine confusion au niveau du vocabulaire entre les looper, sampleurs et les looper-switchers, qui permettent d'organiser les pédales entre elles en les insérant dans des boucles.

## Production

### Exemples de marques
Un même effet pourra sonner différemment selon l'appareil et la marque, et selon le reste du matériel utilisé (guitare, ampli, câbles…). Voici quelques marques :
- AnaSounds
- Behringer
- Boss
- Catalinbread
- Carl Martin
- Celmo
- Collision Devices
- Danelectro
- Digitech
- Diamond
- DNA
- EarthQuacker Devices
- Electro-Harmonix
- Fulltone
- Harley Benton
- Ibanez
- Jacques
- JHS
- Jim Dunlop
- Joyo
- Keeley
- Line 6
- Lovepedal
- Mad Professor
- Majik Box
- Marshall
- Maxon
- Mooer
- Nux
- MXR (en)
- Palmer
- Providence
- Retro sonic
- Rocktron
- Roger Mayer
- Source Audio
- Strymon
- TC Electronic
- Tech 21
- Tortuga
- T-Rex
- VL-Effects
- Vox
- Wampler
- Way Huge
- Z-vex
- Zoom

### Pédales artisanales

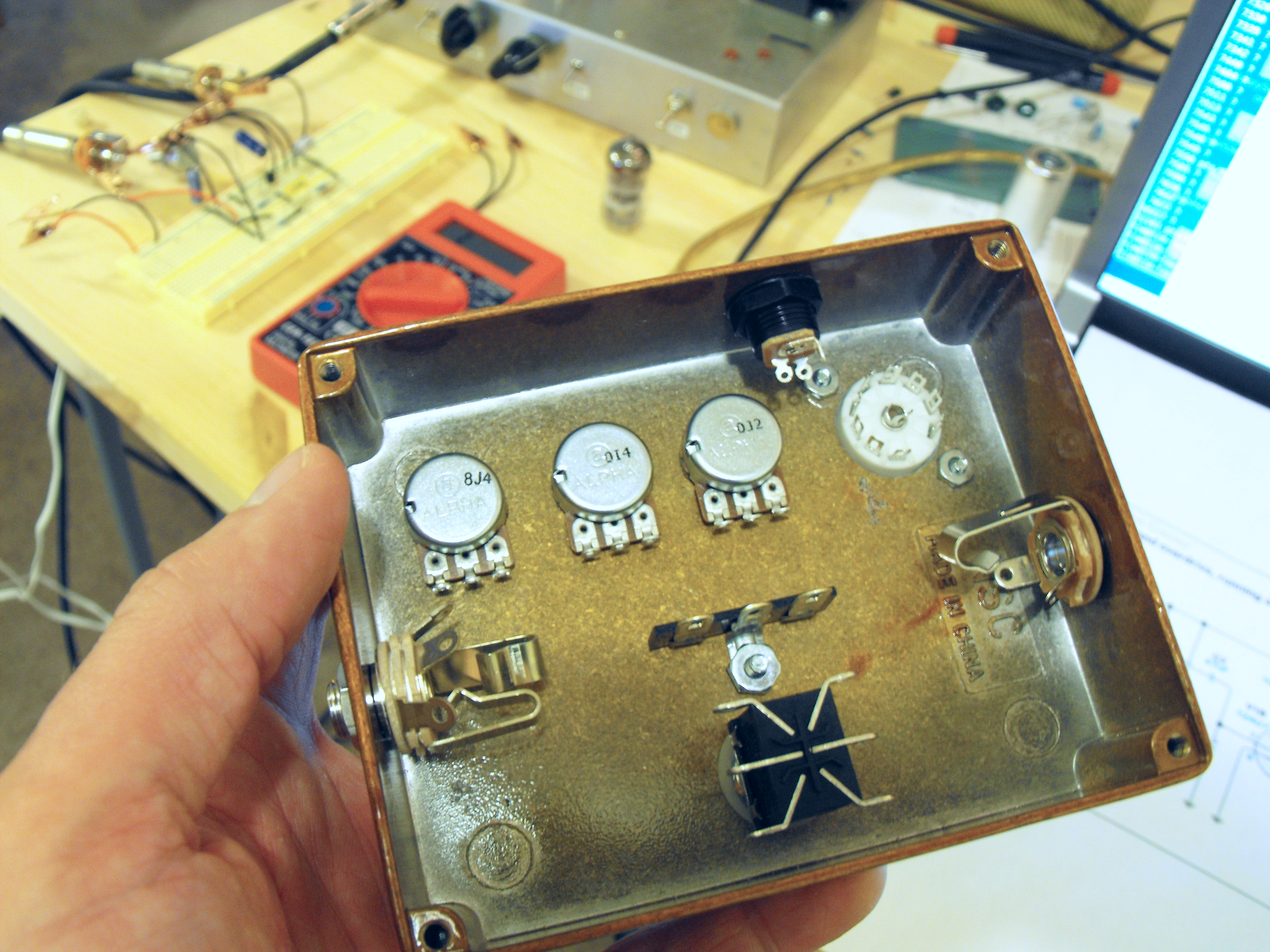
Intérieur d'une pédale d'overdrive à lampe DIY avant que le circuit imprimé ne soit câblé. Les potentiomètres, le switch et les jacks d'entrée et de sortie sont visibles.

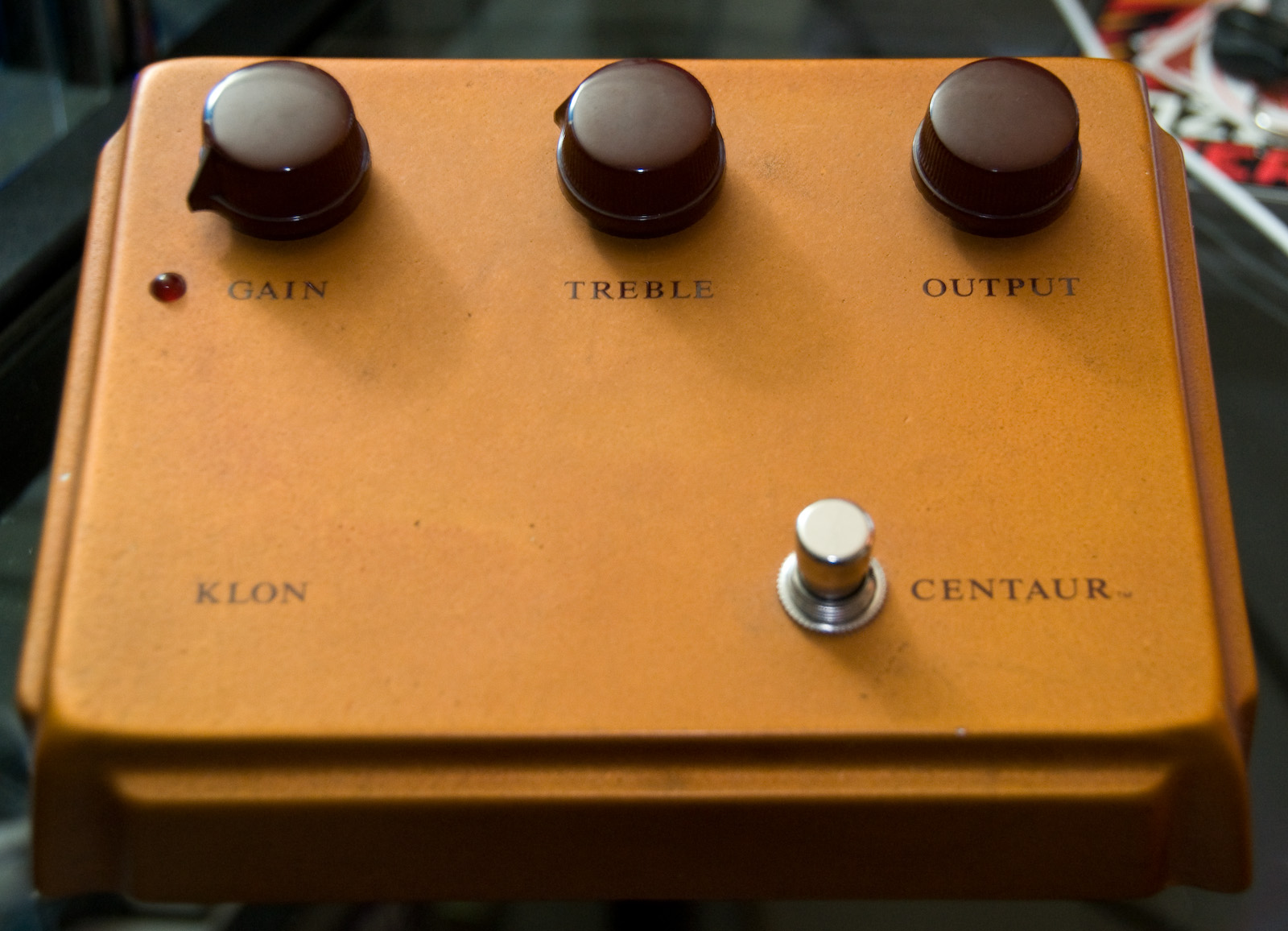
L'overdrive/boost Klon Centaur, une pédale « boutique » produite de 1994 à 2009 et vendue à plus de 800$ sur le marché de l'occasion.

Certaines pédales d'effet sont fabriquées « à la main » dans un petit atelier artisanal. La production est faite en petites séries. Leur prix est environ deux à trois fois plus cher qu'une pédale industrielle en raison du coût de main d'œuvre, des composants qui sont souvent de meilleure qualité, choisis parfois dans des vieux stocks militaires (transistor au germanium par exemple) et d'une finition ouvragée. Elles sont également appelées « pédales boutique ».

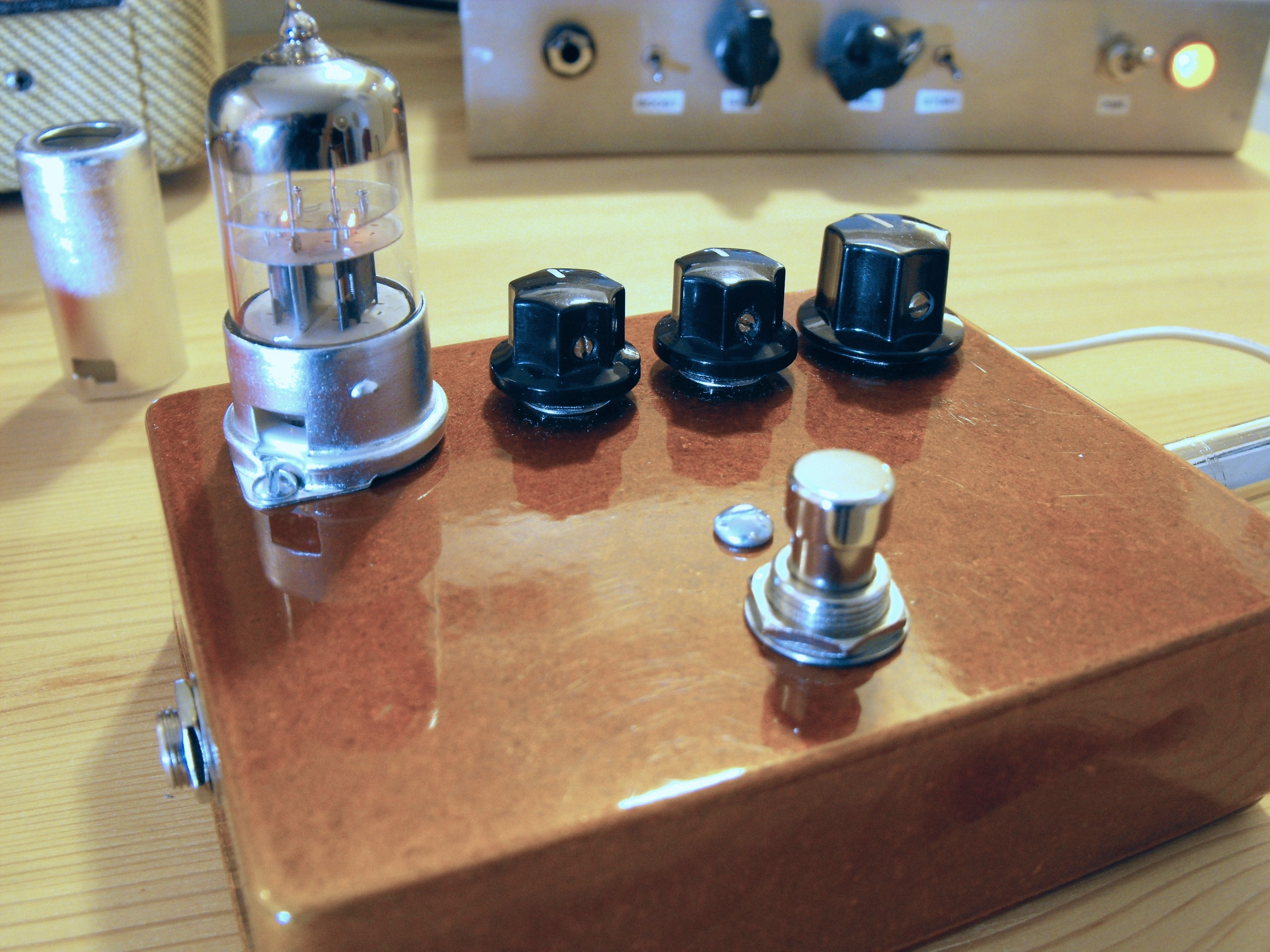
Une pédale d'overdrive à lampe fabriquée à la main (DIY).

Certaines pédales apportent des modifications fréquentes aux modèles de série, dans le but d'améliorer leur rendu et d'apporter des possibilités supplémentaires. Souvent « D.I.Y. » (Do it yourself : faites le vous-même), pour les plus débrouillards. Il existe des ateliers spécialisés dans le domaine, qui proposent de modifier une pédale à l'aide de kits ou en libre-service dans leurs ateliers.
Cet engouement s'associe également aux pédales « vintage » produites des années 1960 aux années 1980 et revendues sur des sites d'enchères ou de petites annonces spécialisées. Certains constructeurs proposent également de reproduire des pédales vintage introuvables ou très chères. Certaines pédales ont en effet acquis une cote très élevée sur le marché de l'occasion.